# Altella
Altella es un género de arañas araneomorfas de la familia Dictynidae. Se encuentra en las regiones paleárticas occidentales.

## Lista de especies
Según The World Spider Catalog 12.0:
- Altella media Wunderlich, 1992
- Altella opaca Simon, 1910
- Altella orientalis Balogh, 1935
- Altella pygmaea Wunderlich, 1992
- Altella aussereri Thaler, 1990
- Altella biuncata (Miller, 1949)
- Altella caspia Ponomarev, 2008
- Altella hungarica Loksa, 1981
- Altella lucida (Simon, 1874)
- Altella uncata Simon, 1884